# Silene delavayi
Silene delavayi är en nejlikväxtart som beskrevs av Adrien René Franchet. Silene delavayi ingår i släktet glimmar, och familjen nejlikväxter. Inga underarter finns listade i Catalogue of Life.